# Cieśnina Księcia Regenta
     Nunavut
     Terytoria Północno-Zachodnie
     Grenlandia

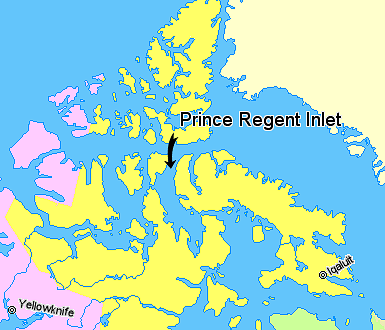
Cieśnina Księcia Regenta
Nunavut
Terytoria Północno-Zachodnie
Grenlandia

Cieśnina Księcia Regenta (ang. Prince Regent Inlet) – zbiornik wodny w północnej Kanadzie, na obszarze terytorium Nunavut. Znajduje się pomiędzy zachodnią częścią Ziemi Baffina (półwysep Brodeur) a wyspą Somerset na zachodzie. Od północy łączy się z Cieśniną Lancastera, od południa z zatoką Boothia. W północnej części ma średnio 64 km szerokości, w południowej około 104 km. Na wodach cieśniny nie ma żadnej wyspy.
Podczas poszukiwań Przejścia Północno-Zachodniego kilkukrotnie próbowano przepłynąć również cieśninę Księcia Regenta, dopóki nie uznano, że ta trasa nie rokuje szans na powodzenie. W 1819 William Edward Parry wpłynął do cieśniny od północy na ponad 100 mil, nim zawrócił. John Ross w 1829 przepłynął ją całą, by utknąć w zatoce Boothia na cztery lata. W 1852 odkryto cieśninę Bellota – zachodnie wyjście z cieśniny Księcia Regenta. Sześć lat później próba przepłynięcia jej przez Francisa Leopolda McClintocka zakończyła się niepowodzeniem i przymusowym zimowaniem przy półwyspie Murchisona.